# Zombilation - The Greatest Cuts
Zombilation – The Greatest Cuts je druhé best of album na kterém jsou obsaženy nejlepší songy ze čtyř předešlých alb. Jako lákadlo byla na cd přidána skladba Beast Loose in Paradise. Jako bonusy byly přidány všechny bonusové skladby z ostatních alb. Album tím dosáhlo z hlediska Lordi rekordní délky.

## Interpreti
1. Mr. Lordi – Zpěv
2. Amen – Elektrická kytara
3. OX – Basová kytara
4. Awa – Klávesy
5. Kita – Bicí

## Tracklist
1. Hard Rock Hallelujah
2. Bite it Like a Bulldog
3. Who's Your Daddy?
4. Devil is a Loser
5. Blood Red Sandman
6. Get Heavy
7. They only Come out at Night
8. My Heaven is Your Hell
9. Beast Loose in Paradise
10. Deadache
11. Would you Love a Monsterman?
12. Bringing Back the Balls to Rock
13. Forsaken Fashion Dolls
14. Supermonsters
15. The Children of the Night
16. Rock the Hell Outta you
17. Pet the Destroyer
18. Monster Monster
19. It Snows in Hell